# صدای فرانک سیناترا
صدای فرانک سیناترا (انگلیسی: The Voice of Frank Sinatra) آلبومی از فرانک سیناترا است که در سال ۱۹۴۶ منتشر شد.